# Tomatito
Tomatito, pseudonimo di José Fernández Torres (Almería, 20 agosto 1958), è un chitarrista spagnolo di flamenco.

## Biografia
Torres è cresciuto in una famiglia di musicisti: i suoi zii erano i famosi chitarristi Niño Miguel e Antonio.
Tomatito ha iniziato accompagnando il famoso cantante di flamenco Camarón de la Isla (insieme a Paco de Lucía). Ha realizzato nove album da solista, due dei quali hanno vinto i Latin Grammy Awards.
Tomatito si esibiva già in vari locali dell'Andalusia quando fu scoperto dal chitarrista Paco de Lucía. Ha accompagnato il leggendario cantante di flamenco Camarón de la Isla per due decenni. Con de Lucia e de la Isla ha inciso quattro album, e ha registrato nel 1979 il grande successo "La Leyenda del Tiempo". Il loro album di Paris 87 vinse un Grammy Latino per il miglior album di flamenco nel 2000. La loro collaborazione è proseguita fino alla morte di Camarón nel 1992.
La musica di Tomatito fonde il flamenco tradizionale al jazz. In alcuni album, come il Barrio Negro, ha anche fatto sperimentazioni con musica afro-cubana e brasiliana. Ha inoltre collaborato con cantanti di flamenco quali Duquende e Potito e il pianista Chano Domínguez. Grazie ad una collaborazione con il pianista Michel Camilo ha prodotto l'album Spain (2000), che ha vinto un Grammy latino e Spain Again (2006).
Tomatito ha prodotto nove album da solista. Il suo album del 2005 Aguadulce ha vinto un Grammy Latino per il miglior album flamenco; nel 2010 ha vinto il suo secondo Latin Grammy per Sonanta Suite.
Le sue musiche per il film Vengo, diretto da Tony Gatlif, hanno vinto nel 2001 il Premio César per la migliore musica scritta per un film.
Tomatito incorpora nel suo stile di flamenco anche elementi di jazz; sostiene infatti che entrambi i generi "nascono come una risposta alla discriminazione, un grido di sofferenza, o la gioia della liberazione". La metà di quello che suona è improvvisato – dichiara.

## Discografia
Album da solista
- 1987 - Rosas del amor
- 1991 - Barrio negro
- 1997 - Guitarra gitana
- 2000 - Spain
- 2001 - Paseo de los Castaños
- 2006 - Aguadulce
- 2006 - Spain Again
- 2010 - Sonanta Suite
- 2013 - Soy Flamenco

Collaborazione con Camarón de la Isla
- 1979 La leyenda del Tiempo
- 1981 Como el Agua
- 1983 Calle Real
- 1984 Viviré
- 1986 Te lo dice Camarón
- 1987 Flamenco Vivo
- 1988 Disco de Oro
- 1989 Soy gitano
- 1991 Autorretrato
- 1992 Potro de Rabia y Miel
- 1993 Camarón Nuestro
- 1999 París 1987
- 2000 Camarón, Antología Inédita